# Villa Solbacken
Villa Solbacken är en villa på Djurgårdsbrunnsvägen 67, belägen strax norr om Djurgårdsbrunnskanalen vid Djurgårdsbrunnsbron på Södra Djurgården i Stockholm. Villan byggdes 1930 och ägdes från 1949 av prins Bertil som testamenterade den 1997 till prins Carl Philip.

## Historik

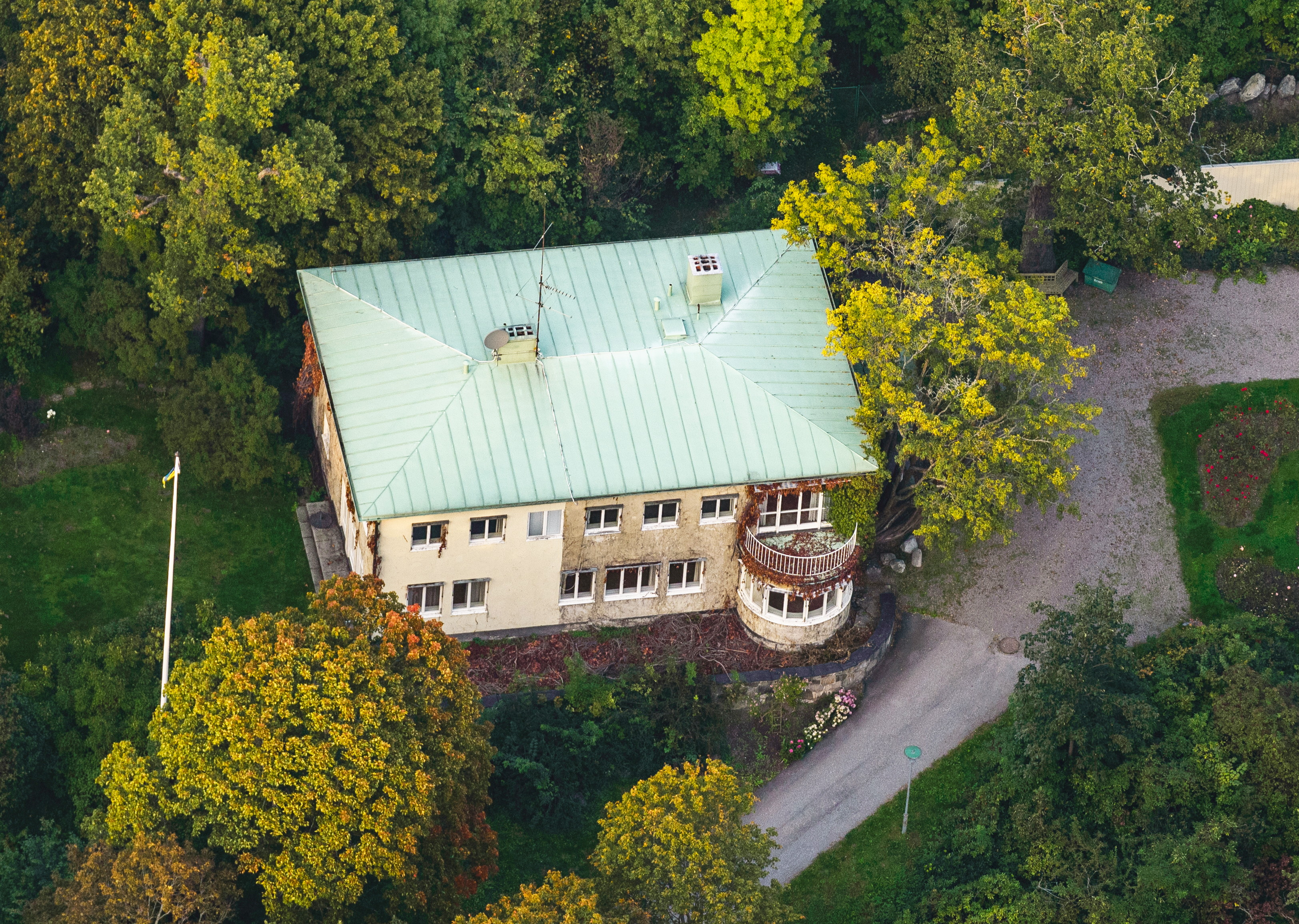
Villa Solbacken från luften, 2014.

På platsen fanns ursprungligen en så kallad kuskvilla, där kusken för Djurgårdsbrunns värdshus hade sin bostad. Från denna plats kunde kusken hålla uppsikt över Djurgårdsbrunnsbron. År 1930 lät direktör Gunnar Rooth uppföra nuvarande villa. Till arkitekt anlitade han Ragnar Hjorth, som ritade en tvåvåningsbyggnad i stram funktionalistisk stil med flackt tak och putsade fasader. Mot syd och Djurgårdsbrunnskanalen märks en stor halvrund alkov som kröns av en balkong. Huset har stora sällskapsrum och en representativ huvudentré och kallades till en början ”Villa Backen”, men namnet ändrades senare till ”Villa Solbacken”. Till anläggningen hör även en lägre vinkelbyggnad i öster.
År 1939 övertogs huset av friherrinnan Hermine von Essen med make. Från och med år 1949 var villan privatbostad åt prins Bertil och prinsessan Lilian. Prins Bertil, som avled 1997, testamenterade villan till sin brorsonson (och gudson) prins Carl Philip, dock med förbehållet att prinsessan Lilian skulle få fortsätta nyttja villan livet ut. Till prins Bertils minne döptes vägen på norra sidan om kanalen till Prins Bertils väg. Prinsessan Lilian bodde kvar i villan tills hon avled år 2013.
Villan genomgick under 2015 en total invändig och utvändig renovering. Bland annat ändrades planlösningen och nya balkonger sattes upp. Prins Carl Philip och prinsessan Sofia bosatte sig i villan sommaren 2017.